# Осень
Осень (родственно др.-прусск. assanis «осень», гот. asans «жатва», этимологически — «время жатвы»; по толкованию Даля — от «осенять» — «затенять», то есть наступление сумрака) — одно из четырёх времён года, между летом и зимой. Осень — переходный сезон, когда заметно уменьшение светового дня, и постепенно понижается температура окружающей среды.

## Осень в разных культурах
В России принято считать, что осень начинается 1 сентября, то есть, время осени по умолчанию совпадает с календарной осенью. В Северной Америке по умолчанию осень совпадает с астрономической осенью.
До XVIII века в Русском государстве осень (есень) продолжалась от 23 сентября до Рождества Христова — то есть до 25 декабря.
В старинных пасхалиях осень описывалась следующим образом:
Осень подобно жене уже старе и многочадне, овогда дряхлующи и сетующи, овогда же радующися и веселящися, рекше иногда скудота плод земных и глад человекам, а иногда весела сущи, рекше ведрена и обильна плодом всем и тиха и безмятежна; в ней жизнь человека.
С XV века новый год начинался 1 сентября, сведения о праздновании Нового года появляются с конца XV века. «Парижский словарь московитов» (XVI век) сохранил русское название новогоднего праздника: Первый день во году.
Подобные ситуации распространены по всему миру. Например, в Ирландии, согласно национальной метеорологической службе (Met Eireann), осенними месяцами являются сентябрь, октябрь и ноябрь, однако в ирландском календаре, который базируется на древних кельтских традициях, осенними считаются август, сентябрь и октябрь.

## Календарная осень
Состоит из трёх месяцев: в Северном полушарии — сентября, октября и ноября, в Южном — марта, апреля и мая. Совпадает с метеорологической осенью.

## Астрономическая осень
Астрономическая осень наступает позже календарной:
|                    | Календарная            | Астрономическая                                                               |
| ------------------ | ---------------------- | ----------------------------------------------------------------------------- |
| Северное полушарие | 1 сентября — 30 ноября | Осеннее равноденствие (22—23 сентября) — зимнее солнцестояние (21—22 декабря) |
| Южное полушарие    | 1 марта — 31 мая       | Весеннее равноденствие (22—23 марта) — летнее солнцестояние (21—22 июня)      |

По количеству поступающей на землю от Солнца энергии равноденствия должны быть серединой соответствующих сезонов. Но задержка в изменении температуры (вызванная физическими свойствами воды и земли) задерживает климатические сезоны относительно этого. Температурная задержка изменяется в зависимости от конкретного места, поэтому в некоторых культурах осеннее равноденствие расценивается как середина осени, в некоторых — как начало осени, а в некоторых не связано ни с тем, ни с другим. В Северной Америке, осень начинается с осеннего равноденствия и заканчивается зимним солнцестоянием.

## Климатическая осень
В средних широтах Европейской России осень можно условно разделить на пять подсезонов:
- 1 подсезон — начало осени (длится с конца августа до дня осеннего равноденствия 22 сентября). Начинается с появления первых жёлтых прядей в кронах берёз, лип и вязов, а заканчивается он тогда, когда число расцвеченных и зелёных листьев становится примерно равным. В лесах появляются опенки, а в воздухе — летающая паутина, тенетник. Продолжает охлаждаться вода, но в больших водоёмах это происходит неравномерно, начиная с верхнего уровня;
- 2 подсезон — золотая осень (от дня осеннего равноденствия до середины октября). В течение него листва на деревьях всё сильнее желтеет — хлорофилл прекращает свою работу. Кочевые птицы, живущие на севере, начинают откочёвывать к югу. Температура воздуха ещё относительно высокая, хотя именно в этот период в городах обычно начинается отопительный сезон;
- 3 подсезон — глубокая осень (вторая половина октября — начало ноября). Этот период характерен в первую очередь отлётом перелётных птиц. Птицы отлетают постепенно, реагируя на снижение среднесуточной температуры. Быстро охлаждаются приземный воздух и вода, обитатели которых проявляют всё меньше активности. Возможен первый снег. Из-за господства в этот подсезон атлантических циклонов зачастую устанавливается дождливая погода с большими перепадами дневных температур;
- 4 подсезон — предзимье (первая половина ноября). Этот предпоследний осенний подсезон, характерной особенностью которого является листопад. Ночные заморозки становятся постоянными, и при переходе температуры через 0 вода в черенке листа замерзает, и он обламывается — листопадный лес остаётся в итоге без листьев. В предзимье начинается ледостав на водоёмах, выпадает снег, однако снежный покров ещё не формируется. На дорогах из-за ночных заморозков зачастую формируется гололёд, поэтому именно в этот период в средней полосе России автомобилисты меняют резину;
- 5 подсезон — первозимье (вторая половина ноября — начало декабря). Является подсезоном устойчивых снегопадов и формирования временного снежного покрова, первых дневных морозов. Средняя температура начинает переходить через нулевую отметку. Начинаются первые метели. Завершается первозимье переходом в полноценную зиму после формирования постоянного снежного покрова, и установкой климатической зимы.

В первом и втором, а также иногда и в третьем подсезоне может наблюдаться бабье лето — период тёплой и сухой погоды с температурными показателями до +20..+25 градусов (в третьем подсезоне уже не выше +12..+17).

## Природа осенью
Осенью, в преддверии зимы и заморозков, у листопадных растений (деревьев, кустарников) листья меняют цвет, опадают, вскоре деревья остаются голыми без листьев, также желтеет трава.
- Осень на р. Псёл
- Осенний пейзаж в Японии
- Осень в пригороде Цинциннати, США
- Осенняя берёзовая роща

## В массовой культуре

### Ассоциации с жатвой
Осенью тёплая погода изменяется на холодную, а также производится основная уборка урожая. Эти образы преобладают в художественном творчестве и литературных произведениях, посвящённых осени. В западных культурах осень обычно персонифицируется как милая полная дама в украшениях из фруктов, овощей, злаков, которые созревают к тому времени. Многие древние цивилизации осенью отмечали жатву — часто один из важнейших праздников в их календарях. Отголоском тех времён является День Благодарения в Соединённых Штатах и еврейский Суккот, уходящий корнями в праздник жатвы, проводившийся при полной луне. Также существует много схожих праздников у североамериканских индейцев, китайский Лунный праздник и большое количество других подобных праздников. На них наряду с благодарностью за дары земли присутствует настроение определённого рода тоски, связанной с надвигающейся суровой порой.

### Ассоциации с грустью
В поэзии осень часто ассоциируется с грустью. Летнее тепло уходит до следующего года, близятся зимние холода. Небо становится серым, а люди погружаются в свои мысли. Русский поэт Фёдор Тютчев в своих стихах описывал подобные явления следующим образом:
Обвеян вещею дремотой,
Полураздетый лес грустит…
Из летних листьев разве сотый,
Блестя осенней позолотой,
Ещё на ветви шелестит.

Также в музыке и в поэзии осень часто напрямую связывают с ностальгией.

## Туризм
Несмотря на то, что цветовые изменения листьев наблюдаются везде, где есть листопадные деревья, это явление считается наиболее красивым в двух регионах мира: на большей части Канады и США, а также в Восточной Азии, включая Дальний Восток России, Китай, Корею и Японию.
Восточная Канада и Новая Англия наиболее знамениты яркими цветами осенних листьев, что привлекает большое количество туристов в эти регионы.